# Johnson (Washington)
Johnson az Amerikai Egyesült Államok északnyugati részén, Washington állam Whitman megyéjében elhelyezkedő önkormányzat nélküli település. A helységen nem végeznek népszámlálást.
Johnson postahivatala 1888-tól 1956-ig működött. A település nevét Jonathan Johnson földbirtokosról kapta.

## Fordítás
Ez a szócikk részben vagy egészben  a   Johnson, Washington című angol Wikipédia-szócikk ezen változatának fordításán alapul.  Az eredeti cikk szerkesztőit annak laptörténete sorolja fel. Ez a jelzés csupán a megfogalmazás eredetét és a szerzői jogokat jelzi, nem szolgál a cikkben szereplő információk forrásmegjelöléseként.